# Lorena Céspedes
Lorena del Pilar Céspedes Fernández (Santiago, Chile, 1973) es una física, educadora y política chilena, que se desempeñó como integrante de la Convención Constitucional por el distrito 23.

## Biografía
Nació y vivió en Santiago hasta el año 2000, cuando estableció su vida profesional en Temuco. Se ha dedicado a la docencia desde 1999 hasta 2021 en distintas instituciones. Además, se ha relacionado en la promoción del desarrollo de la ciencia y la tecnología en la Región de La Araucanía, trabajando con niños, niñas y jóvenes en zonas rurales y urbanas, mediante la docencia, organización de eventos y emprendimientos enfocados en esta temática.[cita requerida]
En 2020, formó parte del Consejo Asesor Externo del Centro de Políticas Públicas de la Pontificia Universidad Católica de Chile, ha sido reconocida por diversos premios como el Premio EdUCiencias Michael Faraday de la Universidad Católica en la categoría de "excelencia docente en física", como una de las 100 mujeres líderes de la región de la Araucanía, el premio David Caro otorgado por la Universidad de la Frontera en el marco de las Olimpiadas Regionales de Física y durante el 2018 fue una de las cinco finalistas Global Teacher Prize Chile.
Se postulo a las elecciones de convencionales constituyentes de 2021, como independiente por la lista de Independientes por la Nueva Constitución integrante del movimiento político Independientes No Neutrales, siendo electa como convencional constituyente obteniendo el 3,4% de los votos.
El 29 de julio fue designada como vicepresidenta adjunta de la Convención, obteniendo el patrocinio de 27 pares, plasmado en respaldos transversales provenientes desde RN, INN, Lista del Apruebo y La Lista del Pueblo, integrando la mesa ampliada.

## Historial electoral

### Elecciones de convencionales constituyentes de 2021
- Elecciones de convencionales constituyentes de 2021, para convencional constituyente por el Distrito N° 23 (Padre Las Casas, Temuco, Carahue, Cholchol, Freire, Nueva Imperial, Pitrufquén, Saavedra, Teodoro Schmidt, Cunco, Curarrehue, Gorbea, Loncoche, Pucón, Toltén y Villarrica)

| Candidato                  | Pacto                       | Partido | Votos  | %   | Resultados   |
| -------------------------- | --------------------------- | ------- | ------ | --- | ------------ |
| Luis Mayol Bouchon         | Vamos por Chile             | RN      | 15.451 | 9.5 | Convencional |
| Stephan Schubert Rubio     | Independiente               | Ind.    | 9.748  | 6.0 |              |
| Manuela Royo Letelier      | Apruebo Dignidad            | Ind-PI  | 8.607  | 5.3 | Convencional |
| Helmuth Martínez Llancapán | La Lista del Pueblo         | Ind.    | 7.218  | 4.4 | Convencional |
| Luz Alca Turra             | La Lista del Pueblo         | Ind.    | 7.120  | 4.4 |              |
| Pablo Herdener Truan       | Vamos por Chile             | UDI     | 6.328  | 3.9 |              |
| Eduardo Castillo Vigouroux | Lista del Apruebo           | PPD     | 5.695  | 3.5 | Convencional |
| Lorena Céspedes Fernández  | Independientes No Neutrales | Ind.    | 5.546  | 3.4 | Convencional |
| Angélica Tepper Kolossa    | Vamos por Chile             | Ind-RN  | 4.888  | 3.0 | Convencional |